# Paul Sheriff
Pour les articles homonymes, voir Sheriff (homonymie).
Paul Sheriff, de son vrai nom Paul Schouvaloff, est un directeur artistique britannique d'origine russe né le 13 novembre 1903 à Moscou (alors en Empire russe) et mort le 25 septembre 1960 à Londres (Angleterre).

## Filmographie (sélection)
- 1940 : En français, messieurs (French Without Tears) d'Anthony Asquith
- 1941 : Mariage sans histoires (Quiet Wedding) d'Anthony Asquith
- 1943 : L'Étranger (The Demi-Paradise) d'Anthony Asquith
- 1944 : Henry V de Laurence Olivier
- 1945 : Le Chemin des étoiles (The Way to the Stars) d'Anthony Asquith
- 1950 : La Rose noire (The Black Rose) d'Henry Hathaway
- 1952 : Moulin Rouge de John Huston
- 1952 : Le Corsaire rouge (The Crimson Pirate) de Robert Siodmak
- 1955 : L'Homme qui aimait les rousses (The Man Who Loved Redheads) de Harold French
- 1958 : L'Homme à démasquer (Chase a Crooked Shadow) de Michael Anderson
- 1959 : La nuit est mon ennemie (Libel) d'Anthony Asquith
- 1960 : Ailleurs l'herbe est plus verte (The Grass Is Greener) de Stanley Donen
- 1966 : The Creation of the Humanoids de Wesley Barry

## Distinctions
Oscar des meilleurs décors

### Récompenses
- en 1953 pour Moulin Rouge

### Nominations
- en 1947 pour Henry V